# 투라치과

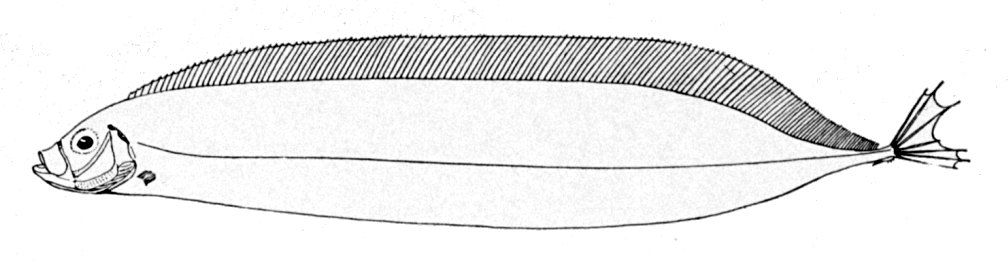
꼬리투라치 (Trachipterus trachypterus)

투라치과(Trachipteridae)는 이악어목에 속하는 조기어류과의 하나이다. 갈치와 비슷하게 생긴 심해어다. 영어권에서는 "연어의 왕"(King-of-salmon) 이라 부르기도 하는데 이는 북아메리카 원주민들은 이 생선이 연어떼를 몰고 온다고 생각하였던 것에 유래된 것이다. 평균 체장 1.83m의 대형어이며, 직경 2.6-3.7 mm의 알을 낳는다. 보통 수심 900m에서 발견되는 심해어인 이 생선이 근년 남해 및 동해에서 심심치 않게 포획됨에 따라 해수온상승의 영향이라는 우려도 있다.

## 하위 분류
투라치과는 3속 10종으로 나눈다.
- 점투라치속 (Desmodema)
  - Desmodema lorum Rosenblatt & Butler, 1977
  - 점투라치 (Desmodema polystictum) (Ogilby, 1898)
- 투라치속 (Trachipterus)
  - Trachipterus altivelis Kner, 1859
  - Trachipterus arcticus (Brünnich, 1771)
  - Trachipterus fukuzakii Fitch, 1964
  - 투라치 (Trachipterus ishikawae) Jordan & Snyder, 1901
  - Trachipterus jacksonensis (Ramsay, 1881)
  - 꼬리투라치 또는 지중해투라치 (Trachipterus trachypterus) (Gmelin, 1789)
- 홍투라치속 (Zu)
  - 홍투라치 (Zu cristatus) (Bonelli, 1819)
  - Zu elongatus (Heemstra & Kannemeyer, 1984)